# جامع الملك سلمان (إسلام أباد)
جامع خادم الحرمين الشريفين الملك سلمان بن عبد العزيز آل سعود في الجامعة الإسلامية العالمية بالعاصمة الباكستانية إسلام أباد، صدرت موافقة الملك سلمان بن عبدالعزيز على بناء مشروع الجامع في 8 مايو 2021، خلال زيارة رئيس الوزراء الباكستاني عمران خان للسعودية.

## مكونات ووصف المشروع
يقع المشروع ضمن المدينة الجامعية الجديدة على مساحة 41200 متر مربع، تشمل مكوناته الرئيسة مصلى ومكتبة تحمل اسم خادم الحرمين الشريفين الملك سلمان بن عبد العزيز آل سعود، ومتحف خادم الحرمين الشريفين، وقاعة صاحب السمو الملكي الأمير محمد بن سلمان للمؤتمرات، إلى جانب المرافق الإدارية والخدمات المساندة.
وتبلغ مساحة المصلى 6800 متر مربع تتسع لحوالي 6000 مصل، تشغل شرفة المسجد المغطاة مساحة 600 متر مربع وفناء بمساحة 4500 متر مربع تتسع لـ 6000 مصل، فيما تشغل مرافق الوضوء للرجال والنساء مساحة 1000 متر مربع.
وصممت مكتبة خادم الحرمين على مساحة 2800 متر مربع؛ لتكون منارة علم يفد إليها العلماء والباحثون فضلاً عن الطلبة والمصلين، ومتحف خادم الحرمين الشريفين للتاريخ الإسلامي على مساحة 2200 متر مربع، في حين تبلغ مساحة قاعة صاحب السمو الملكي الأمير محمد بن سلمان للمؤتمرات 2800 متر مربع وتتسع صالة العرض لـ 500 شخص.
أمّا منطقة المعارض فتشغل حيزاً من مساحة المشروع تقدر بـ 2200 متر مربع، وتستقطع منطقة المرافق وخدمات الطابق السفلي مساحة 2800 متر مربع، لتبلغ مساحة الجامع بمرافقه الحيوية 33000 متر مربع.
ويطلّ المسجد على حديقة خارجية تبلغ مساحتها 8500 متر مربع، بينما خُصصت مساحة لمواقف السيارات بمساحة 7000 متر مربع.
وقد بلغت تكلفة المشروع 32 مليون دولار.